# Avanguardia Nazionale
Avanguardia Nazionale (AN) è stata un'organizzazione neofascista e golpista italiana, fondata il 25 aprile 1960 da Stefano Delle Chiaie, disciolta formalmente nel 1976 per effetto della legge Scelba.

## Storia del movimento

### I Gruppi Armati Rivoluzionari
Stefano Delle Chiaie abbandonò il Movimento Sociale Italiano nel 1956 e insieme ad altri fuoriusciti aderì al Centro Studi Ordine Nuovo di Pino Rauti. In seno al movimento, in polemica con i dirigenti, fondò nel 1958 i Gruppi Armati Rivoluzionari (GAR), che, malgrado il nome, non disponevano di nessun tipo di arma e non svolsero nessuna attività militare, proclamandosi invece a favore di uno scontro frontale con il sistema democratico, conducendo una campagna per l'astensionismo di massa. Divenendo il primo movimento politico ad incitare gli elettori a votare scheda bianca, provocando un certo disorientamento in quei settori (assai ristretti) dell'opinione pubblica che riuscirono a raggiungere: infatti, non era ancora chiaro se tale atteggiamento fosse legale o meno.
Il movimento, pur rimanendo formalmente interno al movimento di Pino Rauti, ne contestava la posizione assunta in occasione delle elezioni politiche di quell'anno, che consisteva nella decisione di non partecipare in alcun modo alla competizione, in un atteggiamento di sdegnoso rifiuto della democrazia.
Stefano Delle Chiaie e altri dirigenti furono denunciati alle forze dell'ordine, denuncia che fu fatta decadere non essendo evidente quale preciso capo d'imputazione fosse loro addebitabile.

### Avanguardia Nazionale Giovanile

Militanti di Avanguardia Nazionale Giovanile a Roma, nel 1975, sul cartellone si nota la sigla ANG

Circa due anni dopo, nel 1959, avvenne il distacco definitivo dal Centro Studi Ordine Nuovo, in polemica con Rauti che non voleva impostare il Centro Studi come un movimento politico. I GAR cambiarono denominazione in "Avanguardia Nazionale Giovanile".
Costanti furono gli scontri con i giovani del PCI e del Movimento studentesco. Il 25 aprile 1964, in occasione dell'Anniversario della liberazione, i militanti di Avanguardia Nazionale, al grido "Il 25 aprile è nata una puttana" assaltarono la Casa dello Studente di Roma provocando due feriti. Nell'estate del 1964 Delle Chiaie fu contattato da presunti emissari del generale Giovanni de Lorenzo, allora Comandante generale dell'Arma dei Carabinieri intenzionato ad avviare il golpe noto come Piano Solo ma Avanguardia Nazionale, non fidandosi, negò la propria partecipazione.
Nel 1965 Avanguardia Nazionale Giovanile, sotto pressione per le indagini e le perquisizioni di polizia, decise di sciogliersi e gli aderenti, pur non rompendo i collegamenti tra loro, parteciparono sotto altre sigle all'esperienza politica della destra radicale non dissimilmente da quanto faceva il Centro Studi Ordine Nuovo.
Nel febbraio 1966 gli ex militanti di Avanguardia Nazionale Giovanile furono coinvolti nell'Operazione manifesti cinesi che consistette nell'affissione illegale di manifesti, che a dispetto del nome che ne fece la fortuna erano in realtà inneggianti alla Unione Sovietica stalinista. I manifesti erano a firma di fantomatici gruppi comunisti italiani stalinisti. Tali manifesti furono scritti dal giornalista Giuseppe Bonanni, del "Borghese". A vent'anni di distanza, interrogato dalla commissione di indagine, Delle Chiaie rivelò che AN era stata coinvolta a propria insaputa in un'operazione voluta da un'organizzazione legata alla CIA e ad alcuni ambienti anticomunisti italiani.

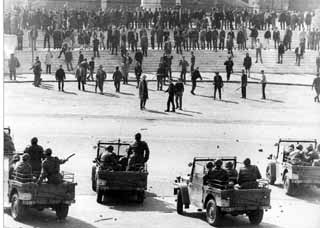
Gli studenti fronteggiano le forze di polizia durante la Battaglia di Valle Giulia, nella prima fila anche militanti di Avanguardia Nazionale tra cui Stefano Delle Chiaie, Mario Merlino e Adriano Tilgher..

Il 1º marzo 1968, nell'ambito delle prime manifestazioni studentesche a Roma, Delle Chiaie era nel corteo studentesco alla guida del gruppo romano della disciolta Avanguardia Nazionale, assieme al FUAN-Caravella e a Primula Goliardica. Giunto il corteo a Valle Giulia si trovò la strada sbarrata da un cordone di polizia. La situazione rapidamente degenerò e Delle Chiaie guidò l'attacco contro la polizia che diede il via agli scontri noti come la Battaglia di Valle Giulia.. Avanguardia Nazionale era inoltre supportata da alcuni esponenti del FUAN e del MSI.. Famoso ancora oggi, il poster edito da Feltrinelli sui primi scontri avvenuti davanti alla Facoltà di architettura e legge, in cui le prime file sono costituite da militanti di Avanguardia Nazionale, ancora non ufficialmente ricostituita. Riconoscibili in prima fila, Stefano Delle Chiaie, i fratelli Di Luia e Mario Merlino con molti altri aderenti e militanti alla Primula Goliardica, organizzazione universitaria di allora.
Il 16 dicembre 1969, Mario Merlino, militante di AN infiltratosi come provocatore nei movimenti anarchici, fu arrestato insieme ad altri cinque militanti del Circolo anarchico 22 marzo con l'accusa di aver partecipato alla strage di piazza Fontana. Nel 1970 lo stesso Delle Chiaie decise di espatriare all'estero trasferendosi nella Spagna franchista. Il lungo iter giudiziario conclusosi nel 1987 appurò poi l'estraneità ai fatti di Avanguardia Nazionale e di Merlino.

### La rifondazione del 1970 e il golpe Borghese

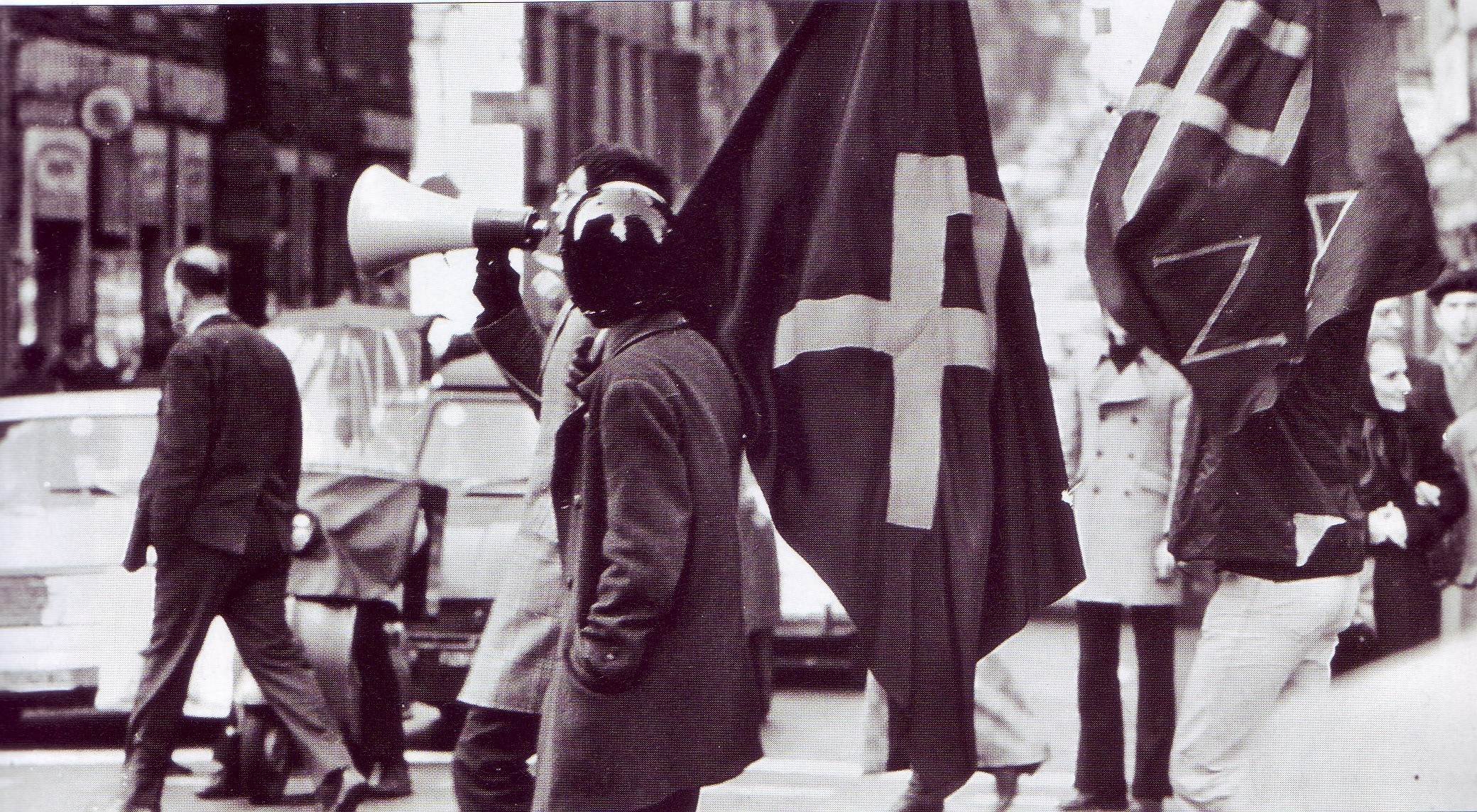
Militanti di Avanguardia Nazionale a Roma

Avanguardia Nazionale Giovanile fu ricostituita nel 1970, inizialmente sotto la guida di Sandro Pisano, poi di Adriano Tilgher, in concomitanza con il processo di parziale riassorbimento di Ordine Nuovo nel MSI ma assunse la nuova denominazione di "Avanguardia Nazionale". Stefano Delle Chiaie fu accusato di aver preso parte al tentato golpe Borghese del 1970, in quanto, secondo Athos De Luca, membro della commissione stragi, nella notte del 7 dicembre 1970 comandò l'unità composta da militanti di Avanguardia Nazionale penetrata all'interno del Ministero dell'interno. Chiamato in giudizio, affermò di trovarsi all'estero in quei giorni, precisamente a Barcellona: in realtà, come si trova nella relazione di Guido Paglia, Delle Chiaie avrebbe presidiato le operazioni degli avanguardisti:
Il 7 dicembre, Delle Chaie rifinì gli ultimi particolari. Divise i compiti e affidò a Flavio Campo i compiti dinamitardi, riservando a se stesso quelli riguardanti l’azione al Viminale. I membri fedelissimi dell’Avanguardia sarebbero stati convocati in sede per le 18 del 7 stesso. Dovevano essere circa una cinquantina e sarebbero stati informati dei loro compiti all’ultimo momento poiché soltanto pochissimi di loro facevano già parte dell’apparato clandestino.
Secondo Adriano Tilgher quel giorno alcuni nuclei di avanguardisti erano riusciti a penetrare nel Viminale e rimasti nascosti nei bagni avevano atteso la chiusura degli uffici. A quel punto avevano aperto le porte e avevano fatto penetrare all'interno un nucleo più consistente giunto dal Quadraro che era stato rifornito con MAB 38. Ma a quel punto un contrordine fece fallire l'operazione.

Tra il 1970 e il 1971 molti militanti di Avanguardia Nazionale presero parte ai Moti di Reggio, entrando in correlazione con la criminalità organizzata calabrese. Nel nord Italia molti avanguardisti, indipendentemente dalle scelte di AN, entrarono in contatto con il Movimento di Azione Rivoluzionaria di Carlo Fumagalli e molti vi aderirono. Il 4 novembre 1973 alcuni avanguardisti nottetempo a Brescia distrussero la sede del Partito Socialista Italiano facendosi arrestare.. Dopo questo fatto Tilgher si risolse a chiudere numerose sedi della Lombardia.
(Adriano Tilgher)
Il 5 giugno 1976 il tribunale di Roma condannò gran parte dei dirigenti e degli attivisti di Avanguardia Nazionale per ricostituzione del disciolto partito fascista. Adriano Tilgher in tribunale tentò di scagionare gli attivisti argomentando che la maggior parte delle sezioni di AN erano chiuse da più di un anno e che gli unici militanti ancora attivi erano lui stesso, Delle Chiaie, Cesare Perri e Stefano Migrone. Dei sessantaquattro indagati trentuno furono condannati a pene inferiori a quelle richieste dal Pubblico Ministero e gli altri assolti. Quasi tutti furono immediatamente scarcerati.
Il 7 giugno 1976 Tilgher, dopo aver convocato una conferenza stampa, sciolse il movimento anticipando la decisione del Ministero dell'interno che pose Avanguardia Nazionale fuori legge il giorno seguente.

## Il simbolo e l'inno
L'inno di AN si ispira al canto Sui monti e sui mar, che a sua volta riprende musicalmente le note del Panzerlied, uno degli inni della Wehrmacht.
Il simbolo di Avanguardia Nazionale è la runa oþalan ("di Odal"): contrariamente a quanto erroneamente divulgato, si tratta di un rombo con i lati inferiori allungati, e non allungati e ritorti come per il simbolo della divisione Waffen-SS SS-Gebirgs-Division "Prinz Eugen".

## I processi
Negli anni novanta, in seguito alle deposizioni presso la Commissione Stragi, e ogni altro processo generato dallo stato, e dai pentiti di 'ndrangheta Giacomo Lauro e Carmine Dominici, il gruppo, insieme al Comitato d'azione per Reggio Capoluogo guidato da Ciccio Franco accusato di aver commissionato alla 'ndrangheta alcune azioni eversive tra cui la Strage di Gioia Tauro. Le parole di Lauro causarono il coinvolgimento anche di alcuni ex esponenti del MSI reggino come Fortunato Aloi il senatore Renato Meduri di Alleanza Nazionale ipotizzando un piano preciso per destabilizzare il paese a partire dal sud, dopo l'inizio da nord della strategia della tensione.
Tutti i personaggi coinvolti nell'inchiesta, risultando innocenti, furono già prosciolti in fase istruttoria ad eccezione dello stesso Giacomo Lauro che dopo essere stato inizialmente assolto il 27 febbraio 2001 avendo riscontrato la mancanza di dolo. Nel gennaio 2006, si stabilì invece che il reato di Giacomo Lauro fosse di concorso anomalo in omicidio plurimo, reato ormai prescritto.